# Ширяев, Василий Григорьевич
Василий Григорьевич Ширяев (1795 — ?) — русский художник .

## Биография
Родился в 1795 году в семье крепостных. Во второй половине 1828 года был отпущен на свободу и записан в Петербургский живописный ремесленный цех. Учился в Арзамасской художественной школе О. Ступина и в рисовальном классе Общества поощрения художников в Санкт-Петербурге.
Был одним из известных мастеров декоративной живописи, выполнял внутренние росписи в частных и общественных сооружениях. Павел Энгельгардт в 1832 году законтрактовал Тараса Шевченко на четыре года к Василию Ширяеву для обучения, чтобы иметь своего дворового художника. В 1836 году Т. Шевченко вместе с другими учениками художника принимал участие в росписях Большого, Александринского и Михайловского театров Санкт-Петербурга.